# Kobresia vaginosa
Kobresia vaginosa är en halvgräsart som beskrevs av Charles Baron Clarke. Kobresia vaginosa ingår i släktet sävstarrar, och familjen halvgräs. Inga underarter finns listade i Catalogue of Life.